# تورال احمد
تورال محمود اوغلو احمد (ترکی آذربایجانی: Tural Mahmud oğlu Əhməd) (۹ مه ۱۹۸۳، باکو) — بازیگر، صداپیشه و خوانندهٔ اهل کشور جمهوری آذربایجان است.